# Guam na Mistrzostwach Świata w Lekkoatletyce 2013
Guam na Mistrzostwach Świata w Lekkoatletyce 2013 – reprezentacja Guamu podczas Mistrzostw Świata w Moskwie.
W reprezentacji znalazł się jeden zawodnik. W biegu na 100 metrów rywalizował Michael Alicto.

## Występy reprezentantów Guamu
| Konkurencja            | Zawodnik       | Preeliminacje | Preeliminacje | Runda 1  | Runda 1 | Półfinał | Półfinał | Finał    | Finał   |
| Konkurencja            | Zawodnik       | Rezultat      | Pozycja       | Rezultat | Pozycja | Rezultat | Pozycja  | Rezultat | Pozycja |
| ---------------------- | -------------- | ------------- | ------------- | -------- | ------- | -------- | -------- | -------- | ------- |
| Bieg na 100 m mężczyzn | Michael Alicto | 11,39         | 22.           | NQ       | NQ      | NQ       | NQ       | NQ       | NQ      |